# Бронислав Камински
Бронислав Владиславович Камински (рус. Бронисла́в Владисла́вович Ками́нский, 16. јун 1899 – 28. август 1944) је био руски антикомуниста и нацистички колаборатор и командир СС штурмбригаде Р.О.Н.А. (позната и као бригада Камински, претходно Руска национална ослободилачка армија, РОНА), анти-партизанске формације сачињене од људи из такозване Републике Локот, која је касније инкорпорирана у Вафен СС као СС штурмбригада Р.О.Н.А.

## Рођење, детињство и младост
Бронислав Камински је рођен у Витепском гувернорату у Царској Русији, данас у Полотском округу у Белорусији. Његов отац је био етнички Пољак из мешовите пољско-белоруске породице а мајка му је била етничка Немица (фолкдојчер). Према пољском писцу Јанушу Маршалецу, Камински се сматрао Русом. Студирао је на Политехничком универзитету у Санкт Петербургу а затим служио у Црвеној армији током грађанског рата у Русији. Након демобилизације се вратио на Институт и након што је дипломирао је радио у хемијској фабрици. 1935. је избачен из Комунистичке партије Совјетског Савеза, а 1937. током Велике чистке је ухапшен због критиковања Стаљинове политике колективизације фарми, као и због рада са Немцима и Пољацима. Оптужен је за „припадност контрареволуционарној групи”. 1941. је пуштен из затвора и сместио се у Брјанску, где је нашао посао као инжењер у локалној дестилерији.

## Вођа републике Локот
До октобра 1941, немачка војска је стигла до области Локот близу града Брјанска, који су Немци освојили 6. октобра 1941. У новембру 1941, Бронислав Камински се заједно са блиским пријатељем, наставником у локалној техничкој школи, Константином Воскобоиником, обратио немачкој војној управи са предлогом да помогне Немцима у успостављању цивилне администрације и локалне полиције. Воскобоиника су Немци поставили за „старосту” (градоначелника) и начелника локалне паравојске коју су контролисали Немци. Камински је постао Воскобоиников заменик. Радећи са Хајнцом Гудеријаном, двојица колаборациониста су организовали паравојску од 10.000 наоружаних људи у циљу да сломе руске партизанске снаге. Након што је 8. јануара 1942. Воскобоиник погинуо у борби, Камински је постао градоначелник и начелник паравојске. 1942. паравојска је добила име Руска ослободилачка национална армија (Р.О.Н.А.) (рус. Русская Освободительная Народная Армия), која је бројала више десетина хиљада људи. Током овог времена, Камински је био вођа републике Локот, која је имала пола милиона становника на својој територији.
Средином марта 1942, представник Каминског у немачкој 2. панцер армији у Орелу је уверио командире да је јединица којом је Камински командовао била „спремна да се активно бори против гериле” као и да спроводи пропагандну кампању против „јеврејског бољшевизма” и совјетских партизана. Убрзо након тога, командант 2. армије генералпуковник Рудолф Шмит, је поставио Каминског за начелника армијске позадинске области 532 са центром у Локоту. 19. јула 1942, након одобрења команданта Армијске групе Центар, фелдмаршала Клугеа, Шмит и командир области 532, Камински су добили одређени степен аутономије и номинални самоуправни ауторитет, под надзором мајора фон Фелтхајма и пуковника Рибзама. Камински је постављен за начелника републике Локот и бригадног командира локалне паравојске. Управљао је локалном владом и успостављао своје судове, затворе и штампао новине. Охрабривано је приватно предузетништво а колективна пољопривредна добра су распуштена.
Од јуна 1942, паравојска Каминског је учествовала у великој акцији под кодним именом „операција Фогелсанг” као део борбене групе генерал-лајтнанта Вернера фон Гилсе, назване Гилса II. У јесен 1942, Камински је наредио обавезну мобилизацију способних мушкараца из своје области. Јединице су такође појачане „добровољцима” регрутованим из редова совјетских ратних заробљеника из оближњих нацистичких концентрационих логора. Камински је наредио сакупљање напуштених (обично због мањих механичких кварова или недостатка горива) совјетских тенкова и оклопних возила. До новембра 1942, његова јединица је имала најмање два тенка БТ-7 и једно артиљеријско оружје од 76 . Због недостатка војних униформи и чизама, Немци су бригаду Каминског снабдели са довољно униформи да опреми четири батаљона. Међутим, до краја 1942, паравојска републике Локот је нарасла на бригаду величине 14 батаљона, са 8.000 људи. До јануара 1943, бригада је бројала 9.828 човека, укључујући окклопну јединицу са једним КВII, два средња Т-34, три БТ-7 и два БТ-5 лака тенка као и три оклопна возила (једно БА-10, два БА-20).
Структура бригаде је реорганизована у пролеће 1943. Након реорганизације, бригада се састојала од 5 пукова од којих је сваки имао по 3 батаљона, противавионског батаљона (3 противавионска топа и 4 тешка митраљеза) и оклопне јединице. Оформљен је и одвојени „гардијски” батаљон чиме је бригада укупно нарасла на процењених 12 хиљада људи.
Бригада је, заједно са немачким јединицама, током маја и јуна 1943. учествовала у операцији Цигојнербарон („Цигански барон”). Након ове операције, бригада је учествовала у операцији Цитадела, великој офанзиви како би се уништила Курска избочина. Након овога су уследиле сличне операције Фрајшиц и Танхојзер, у којима је бригада, заједно са другим јединицама под немачком командом, учествовала у акцијама против партизана али такође и у репресији над цивилним становништвом.
У лето 1943, бригада је почела да трпи велики број дезертирања, делом због недавних совјетских војних победа, а делом и због напора партизана да „преобрате” што је могуће више војника из бригаде Каминског. У склопу ових покушаја, покушано је неколико атентата на Каминског. Камински је сваки пут успео да избегне смрт а сви заробљени завереници су осуђени на смрт. Неколико немачких официра који су пролазили кроз Локот је пријавило да су видели лешеве како висе са вешала испред штаба Каминског. Због бојазни да би могло да дође до слома команде, Немци су штабу Каминског придружили свог повереника како би реструктурисао бригаду и вратио стабилност јединици.
Према послератним совјетским проценама, до 10.000 цивила је убијено током постојања формације Каминског у Локоту.

## У Белорусији
Након неуспеха немачке операције Цитадела, совјетске контраофанзиве су приморале бригаду на повлачење. 29. јула 1943, Камински је издао наређења за евакуацију имовине и породица припадника бригаде РОНА и чланова управе републике Локот. До краја августа 1943, Немци су пребацили до 30 хиљада људи (10-11 хиљада чланови бригаде) у Лепељ у Витепској области у Белорусији. У овој области је било активних партизанских снага, и бригада је учествовала у тешким окршајима до краја године.
Током повлачења, број дезертирања из бригаде се значајно повеао, и изгледало је да је цела формација близу разбијања. Када је командир 2. пука, мајор Тарасов, одлучио да се придружи партизанима заједно са целим својим пуком (понуђена му је амнестија ако се цео пук придружи партизанима), Камински је одлетео у његов штаб, и по наводима једног извора, задавио Тарасова и осморицу других пред очима својих људи. Упркос овоме, до 200 људи је дезертирало у наредна два дана. До почетка октобра 1943, бригада је изгубила две трећине састава, али је и даље имала 12 тенкова (од којих 8 Т-34), и једно артиљеријско оруђе од 122 , три од 76  и осам од 45 .
Крајем 1943, након немачког повлачења из Русије у Белорусију, локална белоруска полиција, совјетски ратни заробљеници и осуђеници пуштени из затвора су стављени у састав бригаде. Бригада је постала део Вафен СС као бригада „Камински”. 27. јануара 1944, Химлер је Каминског наградио због „достигнућа”, доделивши му Гвоздени крст 2. класе а истог дана и Гвоздени крст 1. класе.
Дана 15. фебруара 1944, Камински је издао наређење да се бригада и управа Локота повуче даље на запад у област Дзјатлаве у западној Белорусији. У овом периоду, састав бригаде је допуњен припадницима полицијских снага из Белорусије. У марту 1944, бригада је преименована у
бригаду народне војске Камински. Од 11. априла 1944, бригада је била придружена СС-борбеној групи фон Готберг, која је такође укључивала злогласну Дирлевангерову јединицу, и учествовала је у масовним убиствима и безбедносним операцијама: Регеншауер (до 7.000 „бандита” је пријављено као убијено), Фрилингсфест (7.011 „бандита” пријављено као убијено и 1.065 комада оружја заплењено) и Корморан (7.697 „бандита” пријављено као убијено и 325 комада оружја заплењено). Током ових операција, локални цивили су убијани као „осумњичени партизани” или депортовани у робовску радну снагу, а њихова села су спаљивана.

## У СС
У јуну 1944, бригада је апсорбована као део Вафен СС и преименована у Вафен-јуришну-бригаду РОНА, а Каминском је додељен чин вафен-бригадефирер СС. Он је био једина особа са овим чином.
Као резултат операције Багратион, антипартизанске активности бригаде су обустављене и људство (6-7 људи по неким изворима, 3-4 хиљаде по другим) је окупљено у СС тренинг кампу Нојхамер. Сачињени су планови да се оформи не-немачка СС дивизија и направљен је нацрт структуре за 29. Вафен гренадирску дивизију СС (руска 1.). 1. августа 1944, Камински је добио нови чин - вафен-бригадефирер и генерал-мајор вафен СС.

## Варшавски устанак
1944, Камински је учествовао у гушењу Варшавског устанка, у Охоти, где је Р.О.Н.А. починила велики број ратних злочина (убиства, силовања и пљачке). Према неким изворима, војници Каминског су починили готово 700 убистава иако су бројали само 1% немачких снага у време Варшавског устанка. Камински је сматрао да има директан ауторитет од команданта СС, Хајнриха Химлера, и није желео да прима наређења од генерала СС Ериха фон дем Бах-Зелевског, који је био командант немачких снага у Варшави.
Варшавски устанак је почео 1. августа 1944. 4. августа 1944, пуку бригаде који је био спреман за борбу је наређено да помогне у сламању побуне. СС-групенфирер Хајнц Рајнефарт је постављен за шефа борбене групе Рајнефарт, коју су сачињавале снаге Каминског као и Дирлевангерови људи, и неколико других јединица редарствене полиције и СС позадинских јединица. Хитлер је лично захтевао да Камински помогне, и Камински је сакупио ргупу од 1.700 неожењених мушкараца и послао их (неки извори наводе да су имали четири Т-34 тенка, један СУ-76 и неколико артиљеријских оруђа) у варшаву као мешовити пук под командом начелника штаба бригаде, СС-штурмбанфирера Јурија Фролова. Касније током 1945, Фролов је истакао да је пук бројао до 1.600 људи и имао 7 артиљеријских оруђа и 4 минобацача.
Фролов је истакао да је Камински својим људима дао дозволу да пљачкају:, што су многи и чинили. Бригада Каминског је убрзо изгубила сваку борбену вредност и Камински лично се фокусирао само на сакупљање вредних предмета украдених из домова цивила. Чак до 10.000 становника Варшаве је убијено у масакру у Охоти, од чега су већину убистава починили припадници бригаде Каминског.

## Смрт
Хајнрих Химлер је искористио понашање варшавске групе као разлог да Каминског командујуће официре осуди на смрт на суђењу у Лицманштату (Лођ). Оптжени су за крађу имовине Рајха, јер је украдену имовину требало доставити Химлеру, а Камински и његови људи су покушали да је задрже за себе. Са Каминским је на смрт осуђен и начелник штаба бригаде, вафен-оберштурмбанфирер Иља Шавикин.
Припадницима Р.О.Н.А. је дато лажно објашњење да су Каминског убили пољски партизани. Када су његови људи одбацили ово објашњење, Гестапо је узео аутомобил Каминског гурнуо га у јарак, изрешетао и измрљао гушчијом крвљу као доказ. Деморалисана јединица је извучена из града и стационирана на северу, далеко од било какве партизанске активности.
Смрт Каминског и непоузданост његових војника као борбене јединице је окончала планове да се бригада Каминског прошири у дивизију. Након што је Камински убијен, његова јединица је стављена под команду СС-бригадефирера и генерал-мајора полиције, Кристофа Дима.